# Margarita de Huntingdon
Margarita de Huntingdon (1145–1201) fue una princesa escocesa y duquesa de Bretaña. Fue la hermana de los reyes de Escocia Malcolm IV y Guillermo I, esposa del duque Conan IV de Bretaña, y la madre de la duquesa Constanza de Bretaña. Su segundo marido fue Humphrey de Bohun, condestable de Inglaterra hereditario. Después de casarse por segunda vez, Margarita se denominó condesa de Hereford.

## Biografía
Los padres de Margarita fueron Enrique de Escocia, conde de Huntingdon, y Ada de Warenne. Tradicionalmente, se la ha considerado la segunda hija mayor, más joven que su hermana Ada; sin embargo, es posible que Margarita fuera la mayor, ya que contrajo nupcias antes que Ada y recibió su nombre en honor a su bisabuela paterna, Margarita de Escocia (mientras que Ada se llamó como su bisabuela materna, Adelaida de Vermandois).
En 1160, Margarita se convirtió en duquesa de Bretaña y condesa de Richmond al casarse con su primer marido, el duque Conan IV de Bretaña, que también era conde de Richmond. Benedicto de Peterborough estableció los orígenes y el primer matrimonio de Margarita. De esta unión nacieron cuatro hijos al menos:
- Constanza de Bretaña (h. 1161–septiembre de 1201), que se casó tres veces:
  - en 1181, con Godofredo Plantagenet, del que tuvo tres hijos, entre ellos Arturo I de Bretaña;
  - en 1188, con Ranulph de Blondeville, IV conde de Chester;
  - en 1199, con Guy de Thouars, del que tuvo gemelas, entre ellas Alix de Thouars.
- Al menos dos hijos que murieron jóvenes.[3][4]
- Guillermo (m. después de 1199/1201).[5][6]

El marido de Margarita falleció en 1171, por lo que quedó viuda a los 26 años de edad. Poco antes de la pascua de 1171, contrajo matrimonio con su segundo marido, Humphrey III de Bohun, condestable de Inglaterra hereditario (h. 1155–h. 1181). Éste era el hijo de Humphrey de Bohun y Margaret de Hereford. En lo sucesivo, se denominó condesa de Hereford. De esta unión, nacieron un hijo y una hija:; la hija de uno de sus maridos; una cuñada de Bohun, o una hija de Hamelin de Warenne, conde de Surrey, hermanastro de Enrique.
- Henry de Bohun, I conde de Hereford (1176–1 de junio de 1220), un fiador de la Carta Magna; se casó con Maud FitzGeoffrey, hija de Geoffrey FitzPeter, I conde de Essex, y de su primera esposa, Beatrice de Say. Entre sus hijos se encontraba Humphrey de Bohun, II conde de Hereford, antepasado de los condes Bohun de Hereford.
- Matilda (m. después de 1184/1185).[11]

El segundo marido de Margarita falleció a finales de 1181. Posteriormente, se casó con el noble inglés sir William FitzPatrick de Hertburn, que en 1183 adquirió las tierras de Washington, ubicadas en Durham. De este matrimonio nacieron tres hijos:
- Walter de Washington.
- Sir William de Washington (h. 1183–h. 1239), que se casó con Alice de Lexington, de la que tuvo hijos. La familia Washington desciende de William.
- Marjory de Washington, que se casó dos veces:
  1. David de Lindsay.
  2. Sir Malcolm FitzWaldeve, también conocido como sir Malcolm de Ingoe.

Margarita murió en 1201, y fue enterrada en la abadía de Sawtry (Huntingdonshire). Su último marido había muerto hacia 1194.

## Representaciones en la literatura
Margarita de Huntingdon es un personaje secundario en la novela Devil's Brood (2008), de Sharon Kay Penman.